# Катерина Еммонс
Катерина Еммонс  (чеськ. Kateřina Emmons, при народженні Куркова (Kůrková), 17 листопада 1983) — чеський стрілець, олімпійська чемпіонка.

## Виступи на Олімпіадах
| Олімпіада  | Дисципліна                                     | Місце |
| ---------- | ---------------------------------------------- | ----- |
| Афіни 2004 | пневматична гвинтівка, 10 м                    | 3     |
| Афіни 2004 | дрібнокаліберна гвинтівка, 50 м, три положення | 27    |
| Пекін 2008 | пневматична гвинтівка, 10 м                    | 1     |
| Пекін 2008 | дрібнокаліберна гвинтівка, 50 м, три положення | 2     |